# 취리히보험

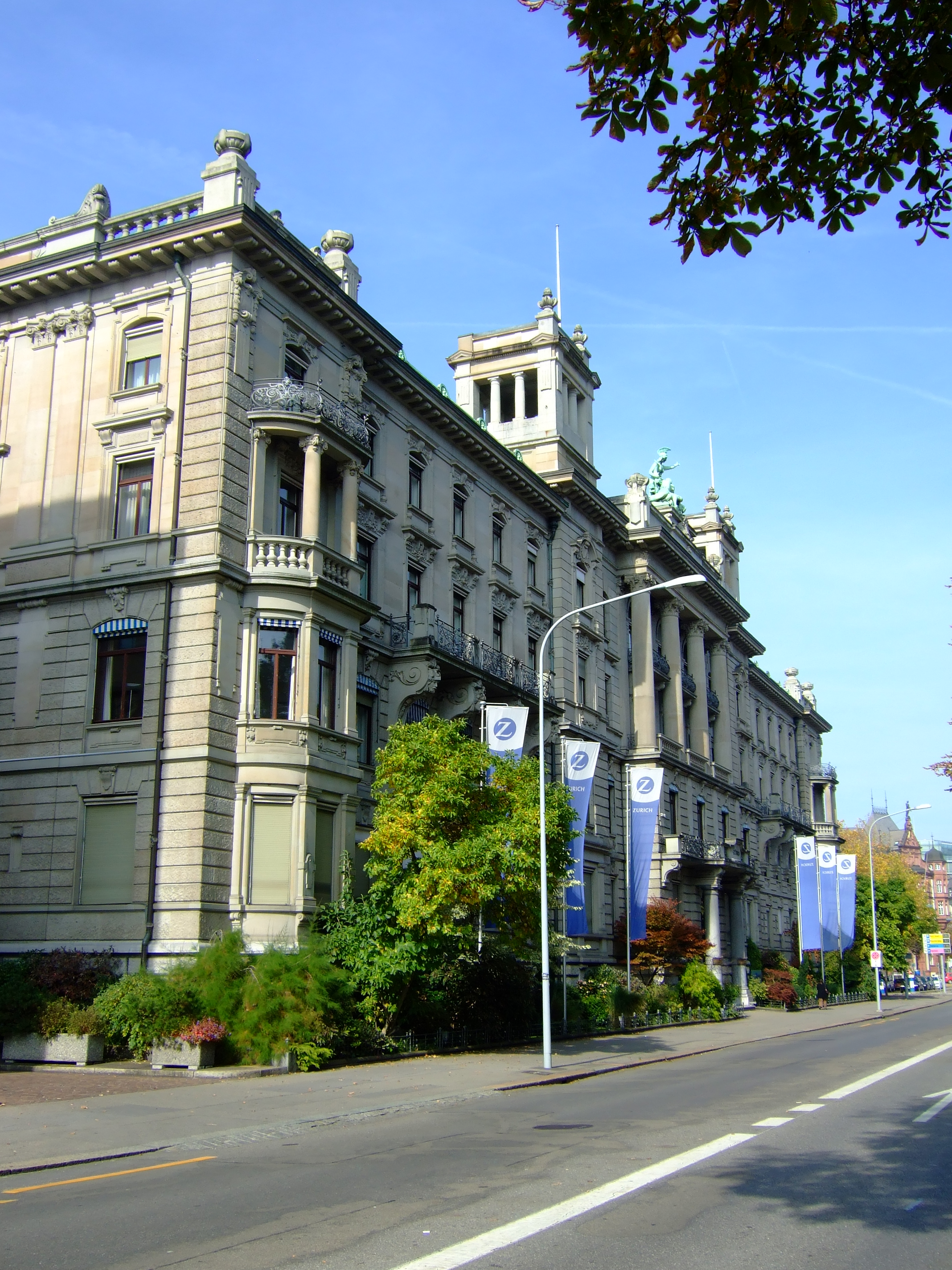
본사

취리히보험(Zurich Insurance Group)은 스위스의 보험 기업이다. 본사는 취리히에 있으며 스위스 최대의 보험사이다. 2021년 기준으로, 이 그룹은 포브스의 글로벌 2000년 목록에 따르면 세계에서 112번째로 큰 공개기업이며 2011년에 인터브랜드의 톱 100 브랜드 중 94위에 등재되었다.
취리히보험은 3개의 비즈니스 사업 부문으로 분류되는 글로벌 보험 기업이다:
- General Insurance
- Global Life
- Farmers

직원 수는 55,000명이며 215개국에 고객이 있다. 이 기업은 스위스 증권거래소에 등재되어 있다.